# Yo-kai Watch 2
Yo-kai Watch 2: Spiritossi (妖怪ウォッチ2 元祖?, Yōkai Wotchi 2 Ganso) e Yo-kai Watch 2: Polpanime (妖怪ウォッチ2 本家?, Yōkai Wotchi 2 Honke) sono una coppia di videogiochi di ruolo pubblicati nel luglio 2014 da Level-5 per Nintendo 3DS. Nel dicembre dello stesso anno è stata prodotta una versione ampliata dal titolo Yo-Kai Watch 2: Psicospettri (妖怪ウォッチ2真打?, Yōkai Wotchi 2 Shin'uchi).
A febbraio 2015 i due titoli hanno totalizzato oltre 3 milioni di unità vendute, mentre le copie del terzo videogioco messe in commercio hanno superato i 2 milioni.